# Сербия на Европейских играх 2015
Сербия на I Европейских играх, которые прошли в июне 2015 года в столице Азербайджана, в городе Баку, была представлена 132 спортсменами в 20 видах спорта..

## Награды

### Золото
| Золото | |                                         |
| #      | Спортсмены | Вид спорта (дисциплина)                 |
| 1      | Ивана Яндрич | Самбо (До 68 кг, женщины)               |
| 2      | Дамир Микец | Пневматический пистолет, 10 м (мужчины) |
| 3      | Дамир Микец | Пистолет, 50 м (мужчины)                |
| 4      | Зорана Арунович | Пневматический пистолет, 10 м (женщины) |
| 5      | Андреа Арсович | Пневматическая винтовка, 10 м (женщины) |
| 5      | Андреа Арсович | Водное поло (мужчины)                   |
| 6      | Кристиан Шульц, Петар Велкич, Джордже Вучинич, Стефан Тодоровски, Петар Касум, Матия Влахович, Урош Вукович, Никола Лукич, Ясмин Колашинац, Владан Митрович, Драголюб Рогач, Марко Тубич, Марко Янкович, | Водное поло (мужчины)                   |
| 7      | Марко Новакович, Небойша Груич | Байдарки-двойки, 200 м (мужчины)        |
| 8      | Далма Ружичич-Бенедек, Милица Старович | Байдарки-двойки, 500 м (женщины)        |

### Серебро
| Серебро |                                     |                                          |
| #       | Спортсмены                          | Вид спорта (дисциплина)                  |
| 1       | Виктор Немеш                        | Греко-римская борьба (До 75 кг, мужчины) |
| 2       | Тияна Богданович                    | Тхэквондо (До 49 кг, женщины))           |
| 3       | Милица Мандич                       | Тхэквондо (Выше 67 кг, женщины)          |
| 4       | Оливера Молдован, Николина Молдован | Байдарки-двойки, 200 м (женщины)         |

### Бронза
| Бронза | |                                            |
| #      | Спортсмены | Вид спорта (дисциплина)                    |
| 1      | Аня Цревар | 400 метров комплексным плаванием (женщины) |
| 2      | Душан Домович-Булут, Деян Майсторович, Марко Савич, Марко Ждеро | Баскетбол 3x3 (мужчины)                    |
| 3      | Елена Николич, Брижитка Молнар, Бояна Живкович, Мая Савич Милена Рашич, Мина Попович, Марта Дрпа, Бранкица Михайлович, Бьянка Буша, Ана Бьелица, Сладжана Миркович, Сильвия Попович, Йована Стеванович, Тияна Малешевич | Волейбол (женщины)                         |

## Состав команды
Борьба
Греко-римская борьба
- Петар Бало
- Александар Максимович
- Виктор Немеш
- Мате Немеш
- Деян Франькович
- Кристиан Фрис

Велоспорт
 Велоспорт-маунтинбайк
- Йована Чрногорац

 Карате
- Марко Антич
- Слободан Битевич
- Бранка Аранделович

 Триатлон
- Огнен Стоянович

## Результаты

### Борьба
В соревнованиях по борьбе разыгрывалось 24 комплекта наград. По 8 у мужчин и женщин в вольной борьбе и 8 в греко-римской. Турнир проходил по олимпийской системе с выбыванием. В утешительный раунд попадали участники, проигравшие в своих поединках будущим финалистам соревнований. Каждый поединок состоит из двух раундов по 3 минуты, победителем становится спортсмен, набравший большее количество баллов. По окончании схватки, в зависимости от результатов в каждом из раундов спортсменам начисляются классификационные очки.
Мужчины
Греко-римская борьба
Легенда: 

VA — победа, ввиду досрочного прекращения ведения схватки; 

VT — победа на туше; 

PP — победа по очкам с техническим баллом у проигравшего; 

PO — победа по очкам без технического балла у проигравшего; 

SP — техническое превосходство, победа по очкам с разницей более, чем в 6 баллов с техническим баллом у проигравшего; 

ST — техническое превосходство, победа по очкам с разницей более, чем в 6 баллов без технического балла у проигравшего; 

| Соревнование | Спортсмены            | Первый раунд                  | 1/8 финала                  | Четвертьфинал                | Полуфинал                  | Финал                         | Место |
| Соревнование | Спортсмены            | Соперник Результат            | Соперник Результат          | Соперник Результат           | Соперник Результат         | Соперник Результат            | Место |
| ------------ | --------------------- | ----------------------------- | --------------------------- | ---------------------------- | -------------------------- | ----------------------------- | ----- |
| до 59 кг     | Кристиан Фрис         | Я. Хаапамяки (FIN) П 1:3 (PP) | Завершил выступление        | Завершил выступление         | Завершил выступление       | Завершил выступление          | 13    |
| до 66 кг     | Александар Максимович | М. Томмесен (NOR) В 3:0 (PO)  | А. Уджурли (TUR) В 5:0 (VT) | М. Арутюнян (ARM) П 1:4 (SP) | Турнир за 3-е место        | Турнир за 3-е место           | 5     |
| до 66 кг     | Александар Максимович | М. Томмесен (NOR) В 3:0 (PO)  | А. Уджурли (TUR) В 5:0 (VT) | М. Арутюнян (ARM) П 1:4 (SP) | И. Санчес (ESP) В 3:0 (PO) | Г. Алиев (AZE) П 0:3 (PO)     | 5     |
| до 71 кг     | Мате Немеш            | не участвовал                 | Ю. Денисов (RUS) П 1:3 (PP) | Завершил выступление         | Завершил выступление       | Завершил выступление          | 14    |
| до 75 кг     | Виктор Немеш          | К. Нильссон (SWE) В 3:0 (PO)  | Ч. Руссо (ITA) В 4:0 (ST)   | П. Айзеле (GER) В 3:1 (PP)   | Д. Пышков (UKR) В 3:1 (PP) | Э. Мурсалиев (AZE) П 1:3 (PP) | 2     |
| до 80 кг     | Петар Бало            | не участвовал                 | А. Йергсен (SWE) П 0:3 (PO) | Завершил выступление         | Завершил выступление       | Завершил выступление          | 17    |
| до 85 кг     | Деян Франькович       | Ж. Беленюк (UKR) П 0:4 (ST)   | не участвовал               | Турнир за 3-е место          | Турнир за 3-е место        | Турнир за 3-е место           | 19    |
| до 85 кг     | Деян Франькович       | Ж. Беленюк (UKR) П 0:4 (ST)   | не участвовал               | А. Тамаш (ROU) П 0:5 (VA)    | Завершил выступление       | Завершил выступление          | 19    |

### Велоспорт

#### Маунтинбайк
Женщины
| Соревнование | Спортсмены       | Результат | Место | Отставание |
| ------------ | ---------------- | --------- | ----- | ---------- |
| Кросс-кантри | Йована Чрногорац | LAP       | —     | —          |

### Гребля на байдарках и каноэ
Соревнования по гребле на байдарках и каноэ проходили в городе Мингечевир на базе олимпийского учебно-спортивного центра «Кюр». Разыгрывалось 15 комплектов наград. В каждой дисциплине соревнования проходили в три этапа: предварительный раунд, полуфинал и финал.
Мужчины
| Соревнование     | Спортсмены      | Предварительный раунд | Предварительный раунд | Предварительный раунд | Полуфинал | Полуфинал | Полуфинал | Финал    | Финал   | Итоговое место |
| Соревнование     | Спортсмены      | Заплыв                | Время                 | Место                 | Заплыв    | Время     | Место     | Время    | Место   | Итоговое место |
| ---------------- | --------------- | --------------------- | --------------------- | --------------------- | --------- | --------- | --------- | -------- | ------- | -------------- |
| K-1, 1000 метров | Марко Томичевич | 3                     | 3:41,142              | 2 (Q)                 | 1         | 3:24,651  | 3 (Q)     | Финал A  | Финал A | 8              |
| K-1, 1000 метров | Марко Томичевич | 3                     | 3:41,142              | 2 (Q)                 | 1         | 3:24,651  | 3 (Q)     | 3:35,132 | 8       | 8              |

Женщины
| Соревнование    | Спортсмены                                                               | Предварительный раунд | Предварительный раунд | Предварительный раунд | Полуфинал      | Полуфинал      | Полуфинал      | Финал    | Финал | Итоговое место |
| Соревнование    | Спортсмены                                                               | Заплыв                | Время                 | Место                 | Заплыв         | Время          | Место          | Время    | Место | Итоговое место |
| --------------- | ------------------------------------------------------------------------ | --------------------- | --------------------- | --------------------- | -------------- | -------------- | -------------- | -------- | ----- | -------------- |
| K-4, 500 метров | Николина Молдован Милица Старович Далма Ружичич-Бенедек Оливера Молдован | 2                     | 1:34,019              | 2 (Q)                 | не участвовали | не участвовали | не участвовали | 1:34,398 | 5     | 5              |

### Карате
Соревнования по карате проходили в Бакинском кристальном зале. В каждой весовой категории принимали участие по 8 спортсменов, разделённых на 2 группы. Из каждой группы в полуфинал выходили по 2 спортсмена, которые по системе плей-офф разыгрывали медали Европейских игр.
Мужчины
| Соревнование | Спортсмены       | Групповой этап          | Групповой этап          | Групповой этап        | Место    | 1/2 финала               | Финал                     | Итоговое место |
| Соревнование | Спортсмены       | 1 поединок              | 2 поединок              | 3 поединок            | Место    | 1/2 финала               | Финал                     | Итоговое место |
| ------------ | ---------------- | ----------------------- | ----------------------- | --------------------- | -------- | ------------------------ | ------------------------- | -------------- |
| До 60 кг     | Марко Антич      | Группа B                | Группа B                | Группа B              | Группа B | Лука Мареска (ITA) П 0:6 | За 3-е место              | 4              |
| До 60 кг     | Марко Антич      | С. Агуджиль (FRA) В 1:0 | Е. Плахутин (RUS) В 2:0 | Э. Павлов (MKD) Н 0:0 | 1 (Q)    | Лука Мареска (ITA) П 0:6 | Э. Павлов (MKD) П 0:2     | 4              |
| Свыше 84 кг  | Слободан Битевич | Группа A                | Группа A                | Группа A              | Группа A | Э. Эркан (TUR) П 1:2     | За 3-е место              | 4              |
| Свыше 84 кг  | Слободан Битевич | Ф. Рейш (POR) В 2:1     | М. Шеппард (NED) В 1:0  | Й. Хорне (GER) П 0:3  | 2 (Q)    | Э. Эркан (TUR) П 1:2     | М. Нестровски (MKD) П 0:8 | 4              |

Женщины
| Соревнование | Спортсмены         | Групповой этап               | Групповой этап     | Групповой этап               | Место    | 1/2 финала            | Финал                 | Итоговое место        |
| Соревнование | Спортсмены         | 1 поединок                   | 2 поединок         | 3 поединок                   | Место    | 1/2 финала            | Финал                 | Итоговое место        |
| ------------ | ------------------ | ---------------------------- | ------------------ | ---------------------------- | -------- | --------------------- | --------------------- | --------------------- |
| До 55 кг     | Бранка Аранделович | Группа A                     | Группа A           | Группа A                     | Группа A | Завершила выступление | Завершила выступление | Завершила выступление |
| До 55 кг     | Бранка Аранделович | К. Феррер Гарсия (ESP) П 0:1 | Э. Туй (SRB) П 0:3 | Б. Альдстадсетер (DEN) В 4:0 | 3        | Завершила выступление | Завершила выступление | Завершила выступление |

### Триатлон
Соревнования по триатлону состояли из 3 этапов — плавание (1,5 км), велоспорт (40 км), бег (9,945 км).
Мужчины
| Соревнование | Спортсмены      | Плавание | Смена | Велоспорт | Смена | Бег   | Итоговое время | Место | Отставание |
| ------------ | --------------- | -------- | ----- | --------- | ----- | ----- | -------------- | ----- | ---------- |
| Мужчины      | Огнен Стоянович | 19:31    | 0:45  | 57:38     | 0:27  | 33:08 | 1:51:29        | 18    | +2:58      |